# جامع العمري (الموصل)
جامع العمرية هو جامع تاريخي يقع في محلة الشيخ محمد (محلة البارودجية) في الموصل.

## تاريخ الجامع
بناه الحاج قاسم بن علي بن الحسن العمري سنة 971هـ في الموصل قريبا من السور جامعا كبير وعين له اوقافا عظيمة من عقار وحمام وبيوت وكان مشغولا ببناء الجوامع.
اعيد تاهيله من دائرة الوقف السني في محافظة نينوى وحضر حفل الأفتتاح عددا من الشيوخ والأئمة والخطباء والمحافظ أثيل النجيفي محافظ الموصل.

### مدرسة الجامع
الحقت مدرسة بالجامع، وممن درس فيها محمد أمين الخطيب.

## الهامش
1. ↑  وهو قاسم بن علي بن الحسن بن محمد بن حسين بن ابوبكر بن موسى بن عمر بن عثمان بن حسين بن نبي بن عبد القادر بن عبد الوهاب بن عبد الله بن منصور بن شمس الدين بن يحيى بن يعقوب بن محمد بن احمد بن ابوبكر بن محمود بن ذياب بن يوسف بن سعيد بن ناصر الدين بن عبد الهادي بن عاصم بن عبيد الله بن الامام عاصم بن عمر بن الخطاب.